# La Pastèque
Pour les articles homonymes, voir Pastèque (homonymie).
 (avril 2023).
 (septembre 2014).
La Pastèque est une maison d’édition québécoise fondée en 1998 par Frédéric Gauthier et Martin Brault.

## Historique

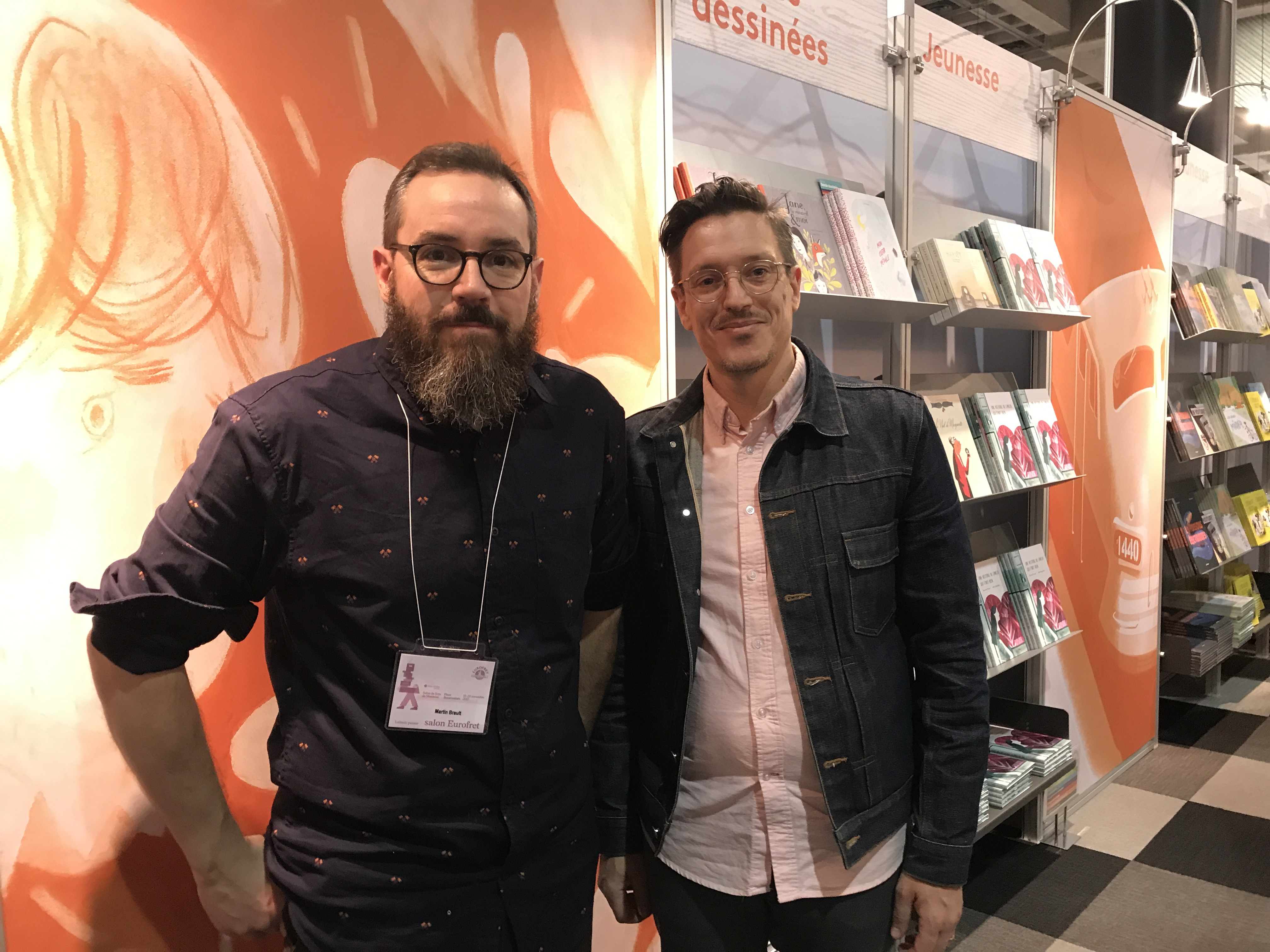
Martin Brault et Frédéric Gauthier, les fondateurs de La Pastèque, au Salon du livre de Montréal 2017

Cette maison d’édition a été fondée à Montréal par deux libraires, Martin Brault et Frédéric Gauthier, à Montréal. 
La maison d’édition a reçu ses lettres patentes en juillet 1998 et sa première publication, Spoutnik 1, a été disponible en décembre de la même année. La Pastèque s’est fait notamment connaître grâce à la série Paul, de Michel Rabagliati, et pour un livre paru en 2005, L’Appareil. Cet ouvrage, qui mélange bande dessinée et livre de cuisine, a remporté plusieurs prix. En 2006, La Pastèque a publié les deux tomes du photo-roman revisité Mars et Avril. La Pastèque a aussi réédité l’intégrale des aventures de Michel Risque et réédite toutes les planches du fameux Red Ketchup de Réal Godbout et Pierre Fournier. 
Depuis, la maison d’édition a ouvert son catalogue à une production jeunesse. 
En 2013, La Pastèque a fêté ses quinze ans: le Musée des beaux-arts de Montréal accueillait pour l’occasion quinze de ses artistes pour une exposition qui leur était consacrée. Et en 2018, pour ses 20 ans, une exposition des couvertures de ses plus grands succès a été réalisé dans sa galerie-boutique à Montréal. 
En 2017, La Pastèque se lançait dans un nouveau projet, la création de contenu numérique. Chaque mois sur le site Tout Garni de Télé-Québec, une histoire était publiée. Douze épisodes ont été réalisés au total dans le but de divertir et d'intégrer la bande dessinée au numérique.  
En 2020, La Pastèque a produit la première saison de la websérie La liste des choses qui existent, adaptée de la bande dessinée éponyme de Cathon et Iris. La deuxième saison a été diffusée en 2022. En 2020-2021, la maison d’édition a produit une série de podcasts pour enfants sous la bannière La Pastèque audio, réalisée par le studio québécois La puce à l'oreille. Des podcasts interactifs expliquant la création d’un livre pour enfants ont été produits en 2021, qui mettent en scène le processus créatif de l’auteur Patrick Isabelle. 
En octobre 2022 est parue la série animée de 9 épisodes Le facteur de l'espace, tirée des 3 tomes de la bande dessinée à succès de Guillaume Perreault.

## Quelques titres au catalogue

### Bandes dessinées
- La série Paul (bande dessinée), de Michel Rabagliati
- La série Michel Risque, de Réal Godbout et Pierre Fournier (réédition)
- La revue Spoutnik, collectif
- Harvey, de Hervé Bouchard et Janice Nadeau
- Série Mars et Avril, de Martin Villeneuve et Yanick Macdonald (réédition)
- Et vlan !, collectif
- L’Appareil, collectif
- Désir, de Nicolas Mahler
- Rapide-Blanc, de Pascal Blanchet
- La Fugue, de Pascal Blanchet
- Bologne, de Pascal Blanchet
- Pando le panda, de Leif Tande
- Comment ne rien faire, de Guy Delisle
- Paresse, de Pascal Girard
- Valentin, de Pascal Girard et Yves Pelletier
- Le pouvoir de l'amour, de Yves Pelletier et Iris
- Justine, de Iris
- Louis Riel, Chester Brown
- Macanudo, de Liniers
- Mon petit nombril, de Pascal Colpron
- Lartigues et Prévert, de Benjamin Adam
- Mon ami Bao, de Maurey et Lafleur
- Le bestiaire des fruits, de Zviane
- La Pastèque - 15 ans d'édition, de collectif
- Rebecca, Martin Matje, Jean-Claude Götting
- La série Le Facteur de l'espace, Guillaume Perreault
- Voler au-dessus des trous, Catherine Lepage

### Jeunesse
- Le canard et le loup, de Leif Tande
- Le noël de Marguerite, de India Desjardins et Pascal Blanchet
- Le voleur de sandwichs, de André Marois et Patrick Doyon
- L'abeille à miel, d'Isabelle Arsenault et  Kirsten Hall
- Une histoire, c'est pour partager, d'Isabelle Arsenault et Carter Higgins
- Rose à petit pois, de Geneviève Godbout et Amélie Callot
- Malou, de Geneviève Godbout